# Limnephilus kudiensis
Limnephilus kudiensis is een fossiele soort schietmot uit de familie Limnephilidae.